# Alfonso Gómez-Lobo
Alfonso Gómez-Lobo (1 de enero de 1940-31 de diciembre de 2011) fue un filósofo chileno, nacionalizado estadounidense.

## Biografía
Desde 1977 residió en Georgetown. Fue miembro del Consejo de Bioética del presidente de Estados Unidos; y, además, fue el profesor titular de la Cátedra Ryan de Metafísica y Filosofía Moral de la Universidad de Georgetown.
Hablaba y escribía con suficiencia español, inglés, griego antiguo, griego moderno, latín, alemán, francés e italiano. 
El Dr. Gómez-Lobo estaba especializado en filosofía griega, historiografía griega, pensamiento cristiano primitivo, historia de la ética y teoría contemporánea del derecho natural. 
Sus publicaciones incluyen una traducción al español de una selección de obras de Gottlob Frege, y numerosos artículos sobre Heródoto, Tucídides, Platón y Aristóteles. Su traducción y comentario del poema de Parménides se publicó por primera vez en Buenos Aires en 1985. Su libro, Los fundamentos de la ética socrática, se ha publicado en español, inglés y francés.

### Estudios y títulos
Pregrado y grado
- Filosofía, Griego y Latín en la Pontificia Universidad Católica de Valparaíso, Chile (1957-1958).
- Filosofía, Griego Antiguo y Moderno en la Universidad de Atenas, Grecia (1958-1959).
- Filosofía, Teología, Griego y Latín en la Universidad de Múnich, Alemania (1959-1961).
- Filosofía, Griego y Latín en la Pontificia Universidad Católica de Valparaíso, Chile (1961-1962).
- Licenciado en Filosofía y Educación por la Pontificia Universidad Católica de Valparaíso (1963)

Doctorado
- Filosofía, Griego e Historia Antigua en la Universidad de Tübingen, Alemania (1963-1964).
- Doctorado Magna cum laude en Filosofía Antigua y Clásica e Historia Antigua por la Universidad de Múnich (1964-1966) con la tesis titulada Symbebekos in der Metaphysik des Aristoteles, München: Ch. Schoen, 1966.

Posdoctorado
- Investigación Filosófica en la Universidad de Heidelberg (1970-1972).
- Investigación Interdisciplinaria en la Universidad Estatal de Pensilvania (1976-1977)

## Obra

### Libros
- traductor. Gottlob Frege. Lógica y Semántica. Introducción, traducción y selección bibliográfica. Valparaíso, Chile: Ediciones Universitarias, 1972.[2]
- traductor. Parménides. Texto, traducción y comentario. Buenos Aires: Editorial Charcas, 1985.
- La Ética de Sócrates. Ciudad de México: Fondo de Cultura Económica, 1989.[3]
- The Foundations of Socratic Ethics. Indianapolis/Cambridge: Hackett, 1994 [traducción al inglés de la obra publicada en 1989, con pasajes reescritos. En rigor se trata de una segunda edición].[4][5]
- Les Fondements de L’Ethique Socratique . Villenueve d’Ascq: Presses Universitaries du Septentrion, 1996 [Traducción francesa de la obra de 1994 hecha por N. Ooms, con prefacio de Michael Frede].
- traductor. Platón, Eutifron. Santiago: Editorial Universitaria, 1996.[6]
- traductor. Platón, Critón. Santiago: Editorial Universitaria, 1998.
- traductor. El Poema de Parménides, Texto griego. Santiago: Editorial Universitaria, 1999 [Segunda edición de la obra de 1985].
- Morality and the Human Goods, Washington, DC: Georgetown University Press, 2001.
- traductor. Platón, Menón, Santiago: Editorial Universitaria, 2004.

### Capítulos de libros
- "Antropología Filosófica y Ética", en Rafael Sevilla (ed.), La Evolución, el Hombre y lo Humano, Tübingen, 1986, pp. 200-213.

- "Autopredicación", en C. Eggers Lan (ed.), Platón: Los Diálogos Tardíos  Actas del Symposium Platonicum de 1986, México: UNAM, 1987, 103-123.
- "Aristotle's Ethics", en R. Cavalier, J. Guinlock and J. Sterba (eds.), Ethics in the History of Western Philosophy, London: Macmillan/New York: St. Martin's, 1989.
- "Zur Logik und Ethik der Folter", en F. Inciarte & B. Wald (eds.) Menschenrechte und Entwicklung,  Frankfurt/Main, 1992, pp. 49 - 59.
- "El Nuevo Rostro del Iusnaturalismo", en A.Squella (ed.), Positivismo Jurídico y Doctrinas del Derecho Natural, Valparaíso: Universidad de Valparaíso, 1998.
- "El Bien y lo Recto en Aristóteles", en Carlos García Gual (ed.), Historia de la Filosofía Antigua, Madrid: Consejo Superior de Investigaciones Científicas, 1997.
- "Aristóteles y el Aristotelismo Antiguo", en Jorge Gracia (ed.), Concepciones de la Metafísica, Madrid: Consejo Superior de Investigaciones Científicas, 1998.

## Menciones honoríficas
- Typaldos Scholarship, Atenas, Grecia (1958-1959).
- Becas del Departamento de Estado de Baviera para la Educación, Múnich (1960-1961).
- Scholarship of the Deutscher Akademischer Austauschdienst, Bonn (1963-1966).
- Fellowship of the Alexander von Humboldt Foundation, Bonn (1970-1972)
- Fulbright-Hays Travel Award for University Lecturing in USA (1974).
- Premio de la Fundación Humboldt para el Congreso de Participación y la docencia de la Universidad en la República Federal de Alemania (1976).
- Fellowship, Interdisciplinary Program Pennsylvania State University (1976-1977).
- Summer Academic Research Grants Georgetown University (1979, 1981, 1984, 1986, 1987, 1991).
- Research Fellowship Guggenheim Foundation, New York (1986).
- Appointment to the Ryan Chair Universidad de Georgetown (1996).
- Premio por sus contribuciones a la cultura Griega, Embajada de Grecia (1998).

## Afiliaciones profesionales
- American Philosophical Association
- Society for Ancient Greek Philosophy
- American Catholic Philosophical Association
- Advisory Committee of the Latinamerican Journal of Philosophy
- Sociedad Filosófica Iberoamericana
- Pontificia Academia para la Vida